# 101462 Tahupotiki
101462 Tahupotiki este o planetă minoră (asteroid) din centura de asteroizi. A fost descoperită pe 25 noiembrie 1998 la Astronaut Memorial Planetarium and Observatory⁠(d) de Ian Paul Griffin⁠(d) și a fost numită după Tahu Potiki⁠(d). 
Obiectul prezintă o orbită caracterizată de o semiaxă mare de 2,3632820684336 UAi, o excentricitate de 0,18762767330717, o înclinație de 3,219554476655 ° în raport cu ecliptica.